# Montet, Glâne
Montet är en ort och kommun i distriktet Glâne i kantonen Fribourg, Schweiz. Kommunen hade 532 invånare (2023).